# Fernando Gil Born
Fernando Gil Born (, 14 de maio de 1862 — Palhoça, 6 de agosto de 1919) foi um político brasileiro.
Filho de Johann Gerhard Born (natural da Prússia) e de Ana Luísa Richard. Casou com Maria Luísa Kehrig Born.
Foi intendente de Palhoça de 1907 a 1910.
Foi deputado à Assembleia Legislativa de Santa Catarina na 10ª legislatura (1919 — 1921).